# Dankivka, Illinți
Dankivka (în ucraineană Даньківка) este un sat în comuna Babîn din raionul Illinți, regiunea Vinnița, Ucraina.

## Demografie
Componența lingvistică a localității Dankivka
     Ucraineană (98,48%)
     Rusă (1,37%)
     Alte limbi (0,15%)
Conform recensământului din 2001, majoritatea populației localității Dankivka era vorbitoare de ucraineană (98,48%), existând în minoritate și vorbitori de rusă (1,37%).